# Октябрьский (Наровчатский район)
 Октябрьский  — поселок Наровчатского района Пензенской области. Входит в состав Новопичурского сельсовета.

## География
Находится в северо-западной части Пензенской области на расстоянии приблизительно 8 км на юг-юго-восток от районного центра села Наровчат.

## История
Основан между 1939 и 1955 годами. В 1955 году — совхоз имени Будённого. В 2004 году 47 хозяйств.

## Население
Численность населения: 126 человек (1979 год), 127 (1989), 159 (1996). Население составляло 132 человека (мордва 68 %, русские 31 %) в 2002 году, 143 в 2010.